# Zemljopis Paragvaja
Paragvaj je kopnena zemlja u Južnoj Americi, graniči s Brazilom, Argentinom i Bolivijom. Rijeka Paragvaj (španjolski: Río Paraguay) dijeli zemlju na dva različita djela istočnu i zapadnu regiju. Istočna regija se zove još Istočni Paragvaj, Oriental i Paraneña, a zapadna Zapadni Paragvaj, Paragvaj Occidental i Chaco. Oko 95 posto stanovništva živi u Paraneña regiji.

## Paraneña
Istočna regija se proteže od rijeka Paragvaj na istoku do Río Parane koja tvori granicu s Brazilom i Argentinom. Brda i planine nalaze se na jugu regije, visine oko 700 metara. Oko 80% regije leži ispod 300 metara najniža nadmorska visina 55 metara na krajnjem jugu, na ušću Río Paragvaja i Río Parane. Regija također ima prostrane ravnice, široke doline i nizine.
Istočna regija kao cjelina, dijeli se na pet fiziografskih podregija:
- Paraná visoravan
- Sjeverna brda
- Središnji brdski pojas
- Središnja nizina
- Neembucu visoravan

## Chaco
Odvojen od istočne regije rijekom Paragvaj, Chaco regija je velika ravnica s uzvišenjima koja dosežu ne više od 300 metara prosječno 125 metara. Pokriva više od 60 posto površine Paragvaja. Podijeljen je u dva dijela. Alto Chaco (Gornji Chaco), na granici s Bolivijom i Bajo Chaco (Donji Chaco) ili Chaco Húmedo (Vlažni Chaco). Niska brda u sjeverozapadnom dijelu Alto Chaca su najviši dijelovi u Chacu. Močvara u Bajo Chacu Estero Patino, s 1.500 km2 najveća je močvara u zemlji.

## Klima
Paragvaj ima suptropsku klimu u Paraneña regiji i tropsku klimu u Chacu. Paraneña ima vlažnu klimu, s obiljem oborina tijekom cijele godine i samo malim sezonskim promjenama u temperaturi. Tijekom ljeta u južnoj hemisferi, što odgovara zimi u sjevernoj heimisferi, dominantan utjecaj na klimu daje topli vjetar. Tijekom zime, dominantan vjetar je hladni pampero iz južnog Atlantika, koji puše preko Argentine. 
Paraneña ima samo dva različita godišnja doba ljeto od listopada do ožujka i zimu od svibnja do kolovoza. Travanj i rujan su prijelazne mjeseci u kojima su temperature ispod prosjeka.  Chaco ima tropsku vlažnu i suhu klimu koja graniči s polusuhom. Sezonski se naizmjence mjenaju poplave i suša. Temperature su obično visoke, prosječno je nešto malo niža u zimi. Čak i noću zrak je zagušljiv unatoč obično prisutnom povjetaracu. Kiša je koncentrirana u ljetnim mjesecima, a pustinje u zimi postaju ljeti močvare.

## Statistika
- Površina:
  - ukupno: 406.750 km2
  - zemljište: 397.300 km2
  - voda: 9.450 km2
- Granice:
  - ukupno: 3.920 km
  - granične zemlje: Argentina 1880 km, Bolivija 750 km, Brazil 1290 km
- Obala: 0 km (kopnena)
- Visinske krajnosti:
  - najniža točka: spoj Rio Paragvaja i Rio Parane 46 m
  - najviša točka: Cerro Pero 842 m
- Korištenja zemljišta:
  - obradivo zemljište: 6%
  - stalni usjevi: 0%
  - trajni pašnjaci: 55%
  - šume i šumsko područje: 32%
  - drugo: 7% (1993. godina)
- Navodnjavano zemljište: 670 km2 (1993.)